# Xiao meihuaquan
Xiao meihuaquan (小梅花拳, Piccolo Pugilato del Fiore di Prugno) è il nome che hanno alcune forme di stili di arti marziali cinesi differenti. Una forma Shaolin Meihuaquan prende questo nome, ma la sequenza più conosciuta a livello mondiale è quella dello stile Cailifo 蔡李佛, di cui è un esercizio molto importante. La sequenza rispetta uno schema a croce come quello dei Pali del Fiore di Prugno (Meihuazhuang). Nella Plum Blossom International Federation questa sequenza è inserita nel secondo livello di apprendimento Intermedio corrispondente alla Frangia Verde nella cintura.